# Alfredo Silverio
Alfredo Silverio (nacido el 6 de mayo de 1987 en La Romana) es un jardinero dominicano de ligas menores que se encuentra en la organización de Los Angeles Dodgers.
Silverio fue firmado como agente libre por los Dodgers en el 2007 después de jugar para su equipo en la Liga Dominicana de Verano. Se unió a los Gulf Coast Dodgers para 2007, luego jugó con los equipos Great Lakes Loons (2008-2009) y Inland Empire 66ers of San Bernardino en 2010, antes de que lo asignaran a AA para final de temporada con los Chattanooga Lookouts. En 2011, con Chattanooga Lookouts, bateó .306 con 16 jonrones y 85 carreras impulsadas. Fue seleccionado para el equipo All-Star de postemporada de la Southern League y representó a los Dodgers en el Juego de las Futuras Estrellas de 2011.
Silverio fue agregado al roster de 40 jugadores de los Dodgers el 2 de noviembre de 2011.